# Adam Page
Pour les articles homonymes, voir Page.
Stevie Woltz (né le 27 juillet 1991 à Aaron's Creek (Virginie)) est un catcheur (lutteur professionnel) américain. Il travaille à la All Elite Wrestling, sous le nom de "Hangman" Adam Page, où il est l'actuel champion du monde.

## Carrière

### Circuit Indépendant (2010-2014)

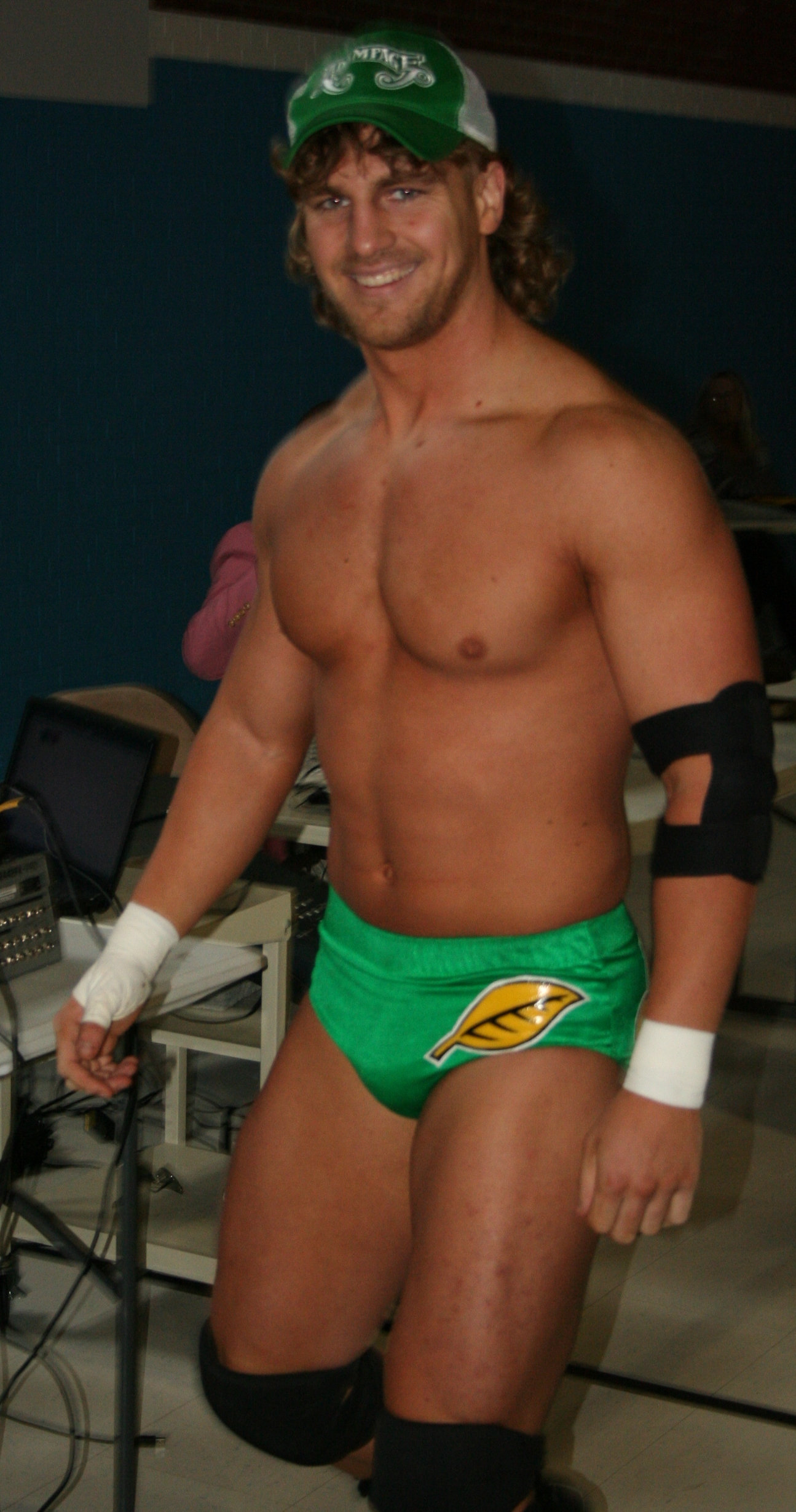
Adam Page en 2013.

Il fait ses débuts sur le circuit indépendant à la Carolina Wrestling Federation Mid-Atlantic en perdant avec Jason contre Joey Silvia et Ray Kandrack. Tous les deux, ils continuent à effectuer des matchs en équipe sous le nom des « Virginia Bombers ». Après quelques tentatives vaines, ils parviennent à obtenir les ceintures par équipes en battant Silvia et Kandrack le 8 janvier 2011. Ils participent ensuite avec Jason Miller au PWI International Trios Title Tournament mais se font éliminer en finale le 21 janvier par Chase Dakota, Cecil Scott et The Mecha Mercenary. Ils perdent leurs ceintures par équipe le 20 août contre les Gemini's All Stars. Adam Page décide ensuite de lutter en solitaire où il remporte le titre suprême de la fédération le 7 janvier 2012 en battant Ric Converse. Il perd son titre 4 mois plus tard dans un Elimination match, au profit de Kamakazi Kid.
Parallèlement, il lutte également pour la Premiere Wrestling Xperience où il s'associe avec Corey Hollis et Luke Gallows sous le nom Country Jacked. Le 19 octobre 2014, lui et Corey Hollis remportent les ceintures par équipe de la PWX.

### Ring of Honor (2011-2018)

#### Débuts (2011-2013)
Il fait ses débuts à la ROH dans un dark match le 14 janvier 2011 en perdant aux côtés de Cedric Alexander contre Bobby Shields et Orion Bishop. Il fait ses débuts télévisés le 16 juin 2012 en perdant contre Mike Bennett. Lors de ROH Caged Hostility, il perd contre Jay Lethal. Lors de ROH TV du 1er décembre, il perd contre Q.T Marshall[réf. nécessaire].

#### Top Prospect Tournament et The Decade (2013-2016)
Lors de ROH TV du 26 janvier 2013, il perd contre Silas Young et ne se qualifie pas pour la demi-finale du Top Prospect Tournament. Lors de 11th Anniversary Show, il perd dans un Six Man Mayhem match, match remporté par ACH. Lors de Manhattan Mayhem V, il perd contre Silas Young. Un mois plus tard, lors de Death Before Dishonor XI, il bat R.D. Evans. Lors de Glory by Honor XII, il perd face à Jimmy Jacobs[réf. nécessaire]. Lors de Final Battle (2013), il perd contre Matt Hardy.
Lors de 12th Anniversary Show, il fait équipe avec Mark Briscoe et Cedric Alexander et perdent contre The Decade (Jimmy Jacobs, Roderick Strong et B.J. Whitmer). Il rejoint ensuite The Decade en tant que valet. Lors de War of the Worlds (2014), il perd contre Caprice Coleman[réf. nécessaire]. Lors de Best in the World (2014), il bat The Romantic Touch. Lors de Death Before Dishonor XII, il bat Adam Pearce. Durant les semaines suivantes, il s'endurcit de combat en combat, notamment aux côtés de B.J. Whitmer. Le 25 octobre, The Decade (en) perdent contre Caprice Coleman, ACH et Will Ferrara dans un match à trois contre trois, après que Adam Page a infligé un coup de la corde à linge à Roderick Strong. À la fin du match, ce dernier s'en prend à Adam Page et quitte son clan. Lors de Glory by Honor XIII, il attaque avec B.J. Whitmer Roderick Strong après son match perdu contre Frankie Kazarian. Lors de Final Battle 2014, il perd contre Roderick Strong par arrêt arbitral. Lors de 13th Anniversary Show, il bat avec Jimmy Jacobs l'équipe Reno Scum.
Il entame ensuite une rivalité avec ACH, où il parvient à le battre à deux reprises lors des émissions de Ring of Honor Wrestling. Lors de Best in the World 2015, lui et B.J. Whitmer battent Matt Sydal et ACH.

#### Bullet Club (2016-2018)

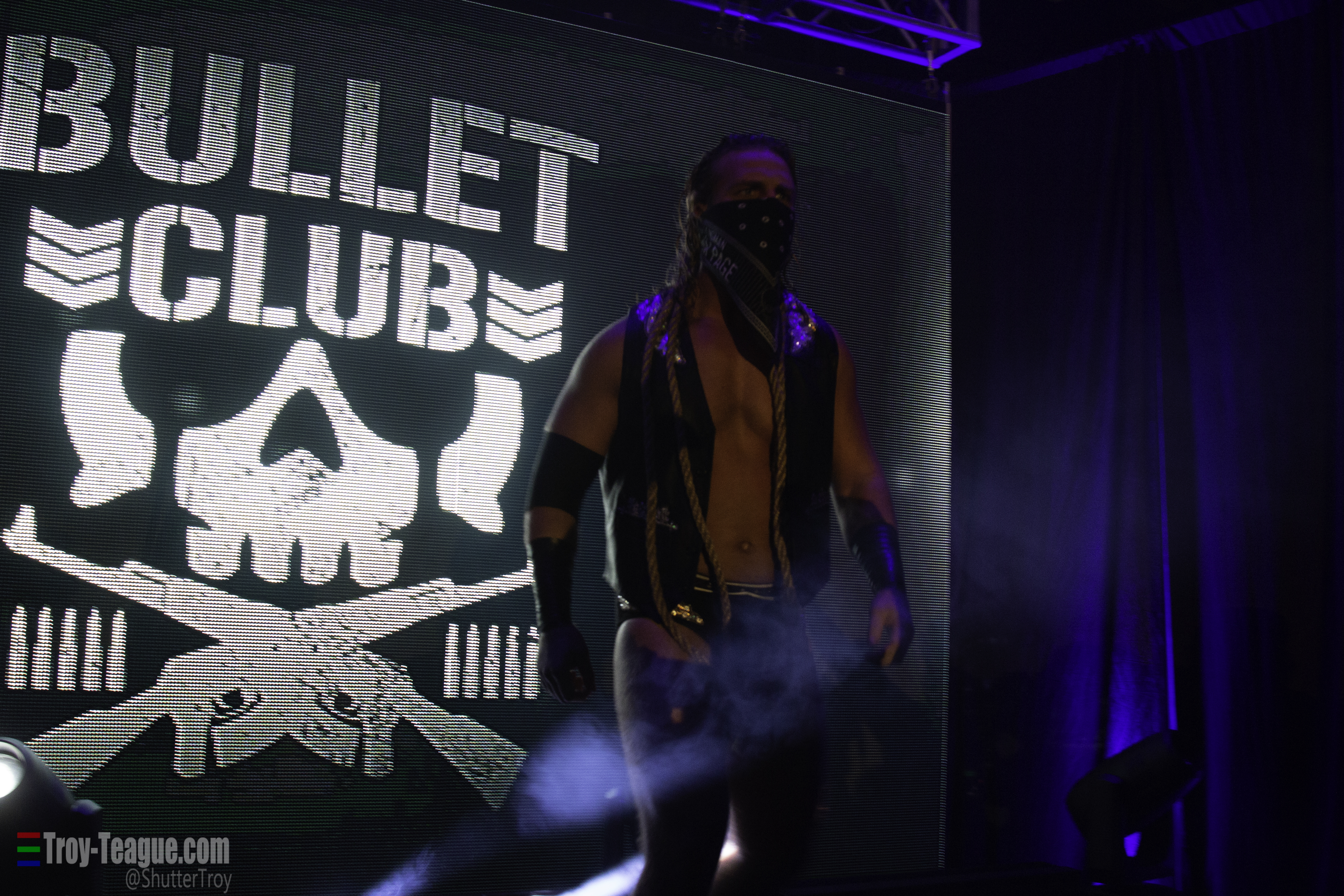
Page lors d'un show de la Ring of Honor

Lors de War of the Worlds, il rejoint le Bullet Club. Lors de Death Before Dishonor XIV, il bat Jay Briscoe dans un Anything Goes match. Lors de Field Of Honor 2016, lui, The Young Bucks et Yujiro Takahashi battent The Motor City Machine Guns (Alex Shelley et Chris Sabin), ACH et Lio Rush.
Lors de Manhattan Mayhem VI, lui, Frankie Kazarian et Cody battent Jay Lethal et The Briscoe Brothers. Lors de Supercard of Honor XI, Tama Tonga, Tanga Roa et lui perdent contre Bully Ray et The Briscoe Brothers et ne remportent pas les ROH World Six-Man Tag Team Championship. Lors de la deuxième nuit de la tournée War of the Worlds, lui, Cody, Matt et Nick Jackson perdent contre Chaos (Baretta, Hirooki Goto, Rocky Romero et Will Ospreay)[réf. nécessaire]. Lors de ROH TV du 3 juin, il bat Adam Cole. Lors de la dernière nuit de ROH War of the Worlds UK 2017, lui, Matt Jackson et Nick Jackson battent Dalton Castle et The Boys et remportent les ROH World Six-Man Tag Team Championship[réf. nécessaire]. Lors de Death Before Dishonor XV, ils conservent les titres contre Bully Ray et The Briscoe Brothers. Lors de ROH TV du 7 octobre, ils conservent les titres contre Minoru Suzuki, Silas Young et Beer City Bruiser. Lors de Final Battle 2017, ils conservent les titres contre Dragon Lee, Flip Gordon et Titán. Lors de ROH 16th Anniversary Show, ils perdent les titres contre SoCal Uncensored (Christopher Daniels, Frankie Kazarian et Scorpio Sky) dans un Las Vegas Street Fight Match.
Lors de War of the Worlds - Night 2, il échoue à remporter le championnat de la téléviosn de la ROH de Silas Young après s'être fait attaquer avant le match par Punishment Martinez qui voulait se venger de lui avoir coûter sa chance pour le titre IWGP US de Jay White[réf. nécessaire].
Lors de Final Battle (en), il perd un match pour le titre championnat de la télévision de Jeff Cobb. Il quitte la compagnie le soir même en même temps que ces comparses de l'Elite (Cody, Matt Jackson et Nick Jackson)[réf. nécessaire].

#### Country Jacked et champions par équipe (2015-2016)
Le 30 août, lors du show WrestleForce Meltdown, il forme avec Corey Hollis l'équipe Country Jacked, et ils remportent un Turmoil Match pour devenir les nouveaux champions par équipe de la WrestleForce. Le 1er novembre, Country Jacked fait équipe avec BJ Hancock et John Skyler pour affronter The Bravado Brothers (Harlem Bravado et Lancelot Bravado), Cedric Alexander et Chase Stevens dans un 8-Man Elimination Tag Team Match, mais ils perdent le match. Le 20 décembre, lors du show WrestleForce Forsaken 2015, Country Jacked battent les Bravado Brothers, et conservent les titres par équipe. Le même jour, ils participent tous à un 30-Man Choice Rumble Match, qui sera remporté pas Jon Malus.
Le 23 octobre 2016, Corey Hollis doit défendre les titres par équipe sans Adam Page, et a choisi John Skyler comme partenaire pour former l'équipe The Bruiserweights, mais ils perdent les titres face à END (The Boss et Zuka King).

### New Japan Pro Wrestling (2016-2019)

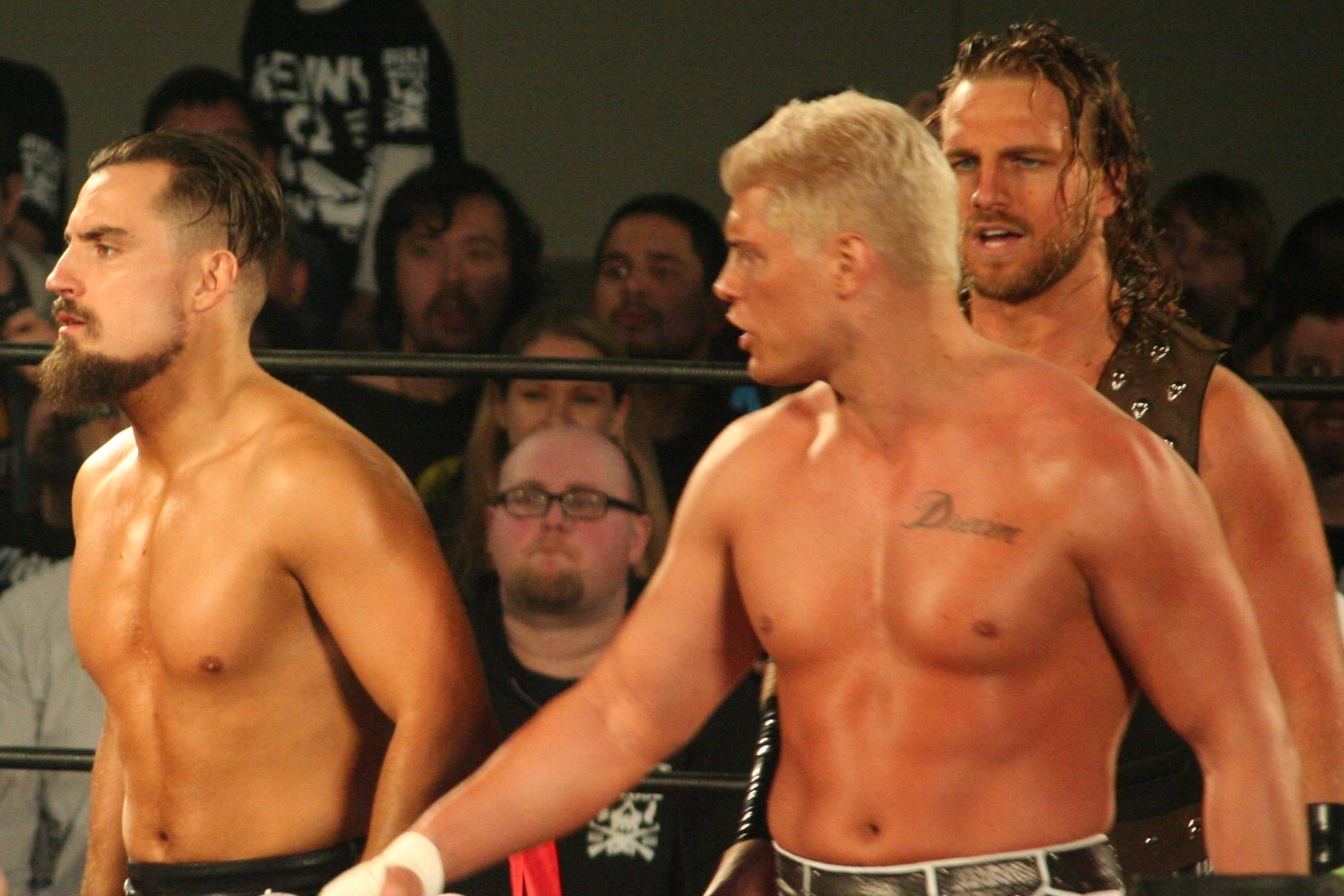
Page (à droite) avec ses partenaires du Bullet Club, Marty Scurll et Cody Rhodes en 2018

Lors de Dominion 6.19, lui, Yujiro Takahashi et Bad Luck Fale battent Togi Makabe, Yoshitatsu et Captain New Japan. Le 14 août, lui et Yujiro Takahashi perdent contre The Briscoe Brothers (Jay Briscoe et Mark Briscoe) et ne remportent pas les IWGP Tag Team Championship. Lors de Wrestle Kingdom 11, lui, Yujiro Takahashi et Bad Luck Fale perdent un Gauntlet Match au profit de Los Ingobernables de Japón (Bushi, Evil et Sanada) et ne remportent pas les NEVER Openweight 6-Man Tag Team Championship. Lors de la première journée de Honor Rising: Japan 2017, lui et Cody perdent contre Jay Lethal et Katsuyori Shibata. Lors de la tournée G1 Special in USA, il participe au tournoi pour déterminer le premier IWGP United States Heavyweight Champion, mais il est éliminé du tournoi lors du premier tour à la suite de sa défaite contre Jay Lethal. Le 13 août, lui et Cody perdent contre War Machine (Hanson et Raymond Rowe) et ne remportent pas les IWGP Tag Team Championship.
Lors de Strong Style Evolved 2018, il perd contre Jay White et ne remporte pas le IWGP United States Heavyweight Championship. Lors de Sakura Genesis 2018, lui et Cody battent les Golden Lovers (Kenny Omega et Kōta Ibushi)[réf. nécessaire]. Le 3 mai à Dontaku, il perd contre Kenny Omega. Lors de Dominion, lui, Marty Scurll et Cody battent Hiroshi Tanahashi, Jushin Liger et Rey Mysterio.
Il intègre durant fin juillet le tournoi G1 Climax, où il remporte trois de ses matchs.
Lors de King of Pro Wrestling 2018, lui, Chase Owens et les Young Bucks perdent contre Bullet Club (Tama Tonga, Tanga Loa, Bad Luck Fale et Taiji Ishimori).

### Pro Wrestling Guerrilla (2018)
En avril 2018, il effectue ces débuts à la Pro Wrestling Guerrilla, lors de All Star Weekend 14 - Tag 1, où il perd contre le PWG World Champion, Keith Lee.

### ALL IN (2018)
Le 1er septembre 2018 lors du show ALL IN, il bat Joey Janela au cours d'un Chicago Street Fight.

### All Elite Wrestling (2019-...)

#### Débuts, diverses rivalités et champion du monde par équipes avec Kenny Omega (2019-2020)
Le 1er janvier 2019, il signe officiellement avec la All Elite Wrestling, nouvelle structure de catch fondée par Cody Rhodes, Kenny Omega et les Young Bucks.
Le 25 mai lors du show inaugural :  Double or Nothing, il fait ses débuts, dispute son premier match, remporte le 21-Man Casino Battle Royal en éliminant MJF en dernière position et obtient un match pour le titre mondial. Le 29 juin à Fyter Fest, il bat Jungle Boy, Jimmy Havoc et MJF dans un Fatal 4-Way match.
Le 14 juillet à Fight for the Fallen, il bat Kip Sabian. Le 31 août à All Out, il ne devient pas le tout premier champion du monde, battu par Chris Jericho. 
Le 2 octobre lors du premier show Dynamite, il perd face à PAC.
Le 22 janvier 2020 à Dynamite, Kenny Omega et lui deviennent les nouveaux champions du monde par équipes en battant SoCal Uncensored (Frankie Kazarian et Scorpio Sky) et remportent les titres pour la première fois de leurs carrières. Le 29 février à Revolution, ils conservent leurs titres en battant les Young Bucks. 
Le 23 mai à Double or Nothing, l'Elite (les Young Bucks et eux) et Matt Hardy battent l'Inner Circle dans un Stadium Stampede match.
Le 5 septembre à All Out, ils ne conservent pas leurs ceintures, battus par FTR (Cash Wheeler et Dax Harwood). Après le combat, Kenny Omega met officiellement fin à son alliance avec lui.

#### Retour en solo, alliance avec le Dark Order et champion du monde de la AEW (2020-2022)
Le 7 novembre à Full Gear, il arrive en finale du tournoi qui désigne le prochain aspirant no 1 au titre mondial, mais perd face à son ancien partenaire, Kenny Omega.
Le 7 mars 2021 à Revolution, il bat Matt Hardy dans un Big Money match.
Le 30 mai à Double or Nothing, il bat Brian Cage.
Le 13 novembre à Full Gear, il devient le nouveau champion du monde en battant le catcheur canado-japonais, remporte le titre pour la première fois de sa carrière et prend sa revanche sur son adversaire qui l'a battu l'année passée.
Le 6 mars 2022 à Revolution, il conserve son titre en battant Adam Cole.
Le 29 mai à Double or Nothing, il ne conserve pas sa ceinture, battu par CM Punk. Le 26 juin à Forbidden Door, il ne remporte pas le titre mondial poids-lourds de la IWGP, battu par Jay White dans un Fatal 4-Way match qui inclut également Adam Cole et Kazuchika Okada.
Le 4 septembre à All Out, le Dark Order (Alex Reynolds et John Silver) et lui ne remportent pas les titres mondiaux Trios, battus par l'Elite en finale du tournoi.

#### Retour dans l'Elite, double champion du monde par équipes de 3 de la ROH avec les Young Bucks, rivalité avec Swerve Strickland et suspension (2023-2024)
Le 5 mars 2023 à Revolution, il bat Jon Moxley par soumission dans un Texas Death match.
Le 17 mai à Dynamite, il fait son retour de blessure à l'œil gauche et rejoint officiellement l'Elite dans la bataille contre Blackpool Combat Club. Le 28 mai à Double or Nothing, le quartet du clan perd face au clan adverse dans un Anarchy in the Arena match, à la suite du Heel Turn de Kōnosuke Takeshita qui a attaqué Kenny Omega avec un Shinning Wizard.
Le 27 août à All In, Kōta Ibushi, Kenny Omega et lui perdent face au Bullet Club Gold (Jay White, Juice Robison) et le catcheur japonais dans un Trios match. La semaine suivante lors du pré-show à All Out, il remporte la Over Budget Battle Royal en éliminant Brian Cage en dernier. 19 soirs plus tard à Rampage: Grand Slam, les Young Bucks et lui redeviennent champions du monde par équipe de 3 de la ROH, pour la seconde fois, en battant Mogul Embassy (Kaun, Toa Liona et Brian Cage).
Le 1er octobre à WrestleDream, il perd face à Swerve Strickland. Un mois plus tard à Dynamite, les Young Bucks et lui ne conservent pas leurs ceintures, battus par leurs mêmes adversaires dans un match revanche. Le 18 novembre à Full Gear, il reperd face à son même adversaire dans un Texas Death match.
Le 3 mars 2024 à Revolution, il ne remporte pas le titre mondial, battu par Samoa Joe par soumission dans un 3-Way match qui inclut également son rival. Pendant le combat, il effectue un Heel Turn, car il empêche l'arbitre de faire le compte de trois du tombé de Swerve Strickland sur le catcheur samoan et frappe le second avec la ceinture,. Trois soirs plus tard à Dynamite, les Young Bucks le suspendent indéfiniment.

#### Retour de suspension, rivalité avec Jay White, gagnant du tournoi Owen Hart et double champion du monde (2024-...)
Le 3 juillet à Dynamite: Beach Break, il fait son retour de suspension et bat Jeff Jarrett au premier tour du tournoi pour la coupe Owen Hart masculin. La semaine suivante à Dynamite, il ne remporte pas le tournoi Owen Hart masculin, battu par Bryan Danielson en finale, et ne devient pas aspirant no 1 au titre mondial à All In. Le 25 août à All In, il ne redevient pas aspirant no 1 au titre mondial, battu par Christian Cage dans un Casino Gauntlet match. Treize soirs plus tard à All Out, il prend sa revanche sur Swerve Strickland dans un Unsanctioned Lights Out Steel Cage match.
Le 12 octobre à WrestleDream, il perd face à Jay White. Le 23 novembre à Full Gear, il reperd face à son même adversaire. Le 28 décembre à Worlds End, il ne remporte pas la ceinture mondiale, battue par Jon Moxley dans un 4-Way match qui inclut également Orange Cassidy et son rival.
Le 12 février 2025 à Dynamite, il effectue un Face Turn et bat Max Caster. Le 9 mars à Revolution, il bat MJF.
Le 25 mai à Double or Nothing, il remporte le tournoi Owen Hart Foundation masculin en battant Will Ospreay en finale et devient aspirant no 1 au titre mondial à All In: Texas. Après la rencontre, les deux catcheurs échangent une poignée de mains.
Le 12 juillet à All In, il redevient champion du monde, pour la seconde fois, en rebattant Jon Moxley par soumission dans un Texas Death match.

## Palmarès
- All Elite Wrestling
  - 2 fois Champion du monde (actuel)
  - 1 fois Champion du monde par équipes - avec Kenny Omega
  - Vainqueur du 21-Man Casino Battle Royal

- Allied Independent Wrestling Federations
  - 1 fois AIWF North American Tag Team Championship avec Jason Blade

- Carolina Wrestling Federation Mid-Atlantic
  - 1 fois CWF Mid-Atlantic Heavyweight Championship[88]
  - 1 fois CWF Mid-Atlantic Tag Team Championship[88] avec Jason Blade

- Premiere Wrestling Xperience
  - 2 fois PWX Tag Team Championship[88] avec Corey Hollis

- Ring of Honor
  - 2 fois Champion du monde par équipes de 3 de la ROH - avec les Young Bucks[89]

- Wrestle Force
  - 1 fois Wrestle Force Tag Team Championship avec Corey Hollis

## Récompenses des magazines
- Pro Wrestling Illustrated

| Année | 2014 | 2015 | 2016 | 2017 | 2018 | 2019 | 2020 | 2021 | 2022 | 2023 | 2024 |
| ----- | ---- | ---- | ---- | ---- | ---- | ---- | ---- | ---- | ---- | ---- | ---- |
| Rang  | 311  | 190  | 191  | 268  | 63   | 44   | 33   | 34   | 4    | 28   | 42   |

- Wrestling Observer Newsletter

| # | Résultat | Adversaire      | Évènement                            | Date             | Durée | Lieu                                    | Notes |
| - | -------- | --------------- | ------------------------------------ | ---------------- | ----- | --------------------------------------- | --- |
| 1 | Victoire | The Young Bucks | Revolution (2020)                    | 29 février 2020  | 30:06 | Wintrust Arena, Chicago, Illinois       | Il s'agit d'un match par équipe où il fait équipe avec Kenny Omega pour le championnat du monde par équipe de la AEW dont ils détiennent les ceintures. Il obtient la note de six étoiles. |
| 2 | Victoire | Kenny Omega     | Full Gear (2021)                     | 13 novembre 2021 | 25:11 | Target Center, Minneapolis, Minnesota   | Le Championnat Du Monde De l'AEW d'Omega était en jeu. Ce match obtient la note de cinq étoiles et demi,.                                                                                  |
| 3 | Égalité  | Bryan Danielson | AEW Dynamite #115 - Winter Is Coming | 15 décembre 2021 | 60:00 | Curtis Culwell Center, Garland, Texas   | Le Championnat Du Monde De l'AEW de Page était en jeu. |
| 4 | Victoire | Jon Moxley      | Revolution (2023)                    | 5 mars 2023      | 24:45 | Chase Center, San Francisco, Californie | Dans un Texas Death Match. |

## Vie privée
Il est marié avec Amanda Woltz depuis 2016[réf. nécessaire]. Le 3 juin 2021, sa femme et lui annoncent, sur les réseaux sociaux, qu'ils attendent leur premier enfant.